# 훙마오성
훙마오성(紅毛城)은 중화민국 신베이시 단수이구에 있는 사적이다. 원래 이름은 산토도밍고 요새로 본래는 스페인령 포르모사의 총독부였다. 1628년 당시 대만 북부를 거점으로하고 있던 스페인군에 의해 건설되었고, 스페인 세력 철수 후 네덜란드에 의해 1644년에 재건되었다. 1867년 이후 영국 정부에 조차되어 당시 영국 영사관이 업무를 시작하였고, 그 상태가 1980년에 중화민국 정부에 소유권이 이관될 때까지 지속되었다.
훙마오청은 대만에 현존하는 가장 오래된 건물인 동시에 내무부에 의해 국가급 고적으로 지정되어 있다. 또한 2001년의 대만 십대 토목 사적으로도 선정되었다.

## 스페인 - 네덜란드 시절
16세기 새로운 항로 발견 이후 유럽 국가들은 무역을 통해 이익을 추구하기 위해 아시아로 진출을 시도했고, 대만도 그들의 손길을 피해갈 수 없었다. 네덜란드와 스페인이 각각 대만에 상륙했고, 네덜란드는 남부에, 스페인은 북부를 중심으로 식민지 통치를 시작했다. 양국은 통치를 강화하기 위해 항만과 요새를 건설했고, 스페인은 1626년에 현재 기륭 평화섬에 산살바도르성을 건설하고, 1628년에는 담수에 산토도밍고성을 건설했는데, 후자가 오늘날 훙마오성의 전신이 되었다.
스페인은 담수의 담수하를 수운 통치의 중심으로 했다. 1632년, 스페인은 타이베이 분지에 진출했고, 담수하 연안의 원주민을 복종시켜 담수에서 기륭까지의 도로(현재 陽金公路에 상당)를 건설하여, 수운 이외의 교통을 정비하고 그 세력을 신주 일대까지 확대시켰다. 스페인은 필리핀 루손에서 혼란을 겪으며, 대만 경영에 집중할 수 없는 상황이 되었고, 1642년 네덜란드 세력은 이 상황을 이용해 북부에 진출하여 훙마오성에 무혈입성하게 되었고, 스페인 세력은 대만에서 밀려나게 되었다. 대만 북부에 진출한 네덜란드는 1644년 봄부터 타이난에 자재와 인력을 투입하여 산토도밍고성을 개축하였고, 1646년에 완성하여 안토니 요새라고 명명했다. 한족들은 네덜란드인을 ‘홍모’ (紅毛) 또는 ‘홍이’(紅夷)라고 칭하고 있었기에 일반적으로 ‘훙마오성’이라고 칭해지게 되어 현재에 이르고 있다. 현존하는 훙마오성 대부분은 이때 건축된 것이다.

## 정씨 왕국
1662년, 정성공이 네덜란드 세력을 대만에서 내쫓았다. 대만 북부에 진출한 정성공은 담수 방어를 위해 훙마오성 수리를 명령했다. 1683년에 정씨 왕국이 청나라에 귀순하면서 훙마오성은 일단 포기되었다. 그러나 청나라 초에 대만 북부에 많은 이주민이 이주하며 원주민의 치안 유지와 해안을 방어할 필요가 생기게 되었다. 1724년에 담수청 동지(同知) 왕견(王汧)에 의해 대규모 수리가 이루어 성벽이나 성문을 추가하여 통치 거점이 되었다. 그러나 이후 정책 변동이 생기면서, 훙마오성은 점차 방어 기능을 잃고 폐허로 변해 갔다.
훙마오성이 다시 주목받은 것은 1851년, 베이징 조약에 의해 담수가 개항되었기 때문이다. 함풍 년간에 영국-프랑스 연합군에 패한 청나라는 담수를 시작으로 기륭, 안평(安平), 타구(打狗)를 개항했고, 이에 따라 각 항구에는 각 국의 무역과 영사관이 설치되었다. 이 시기 영국은 타구, 안평, 담수에 영사관을 설치했다. 당시 대만 북부에서는 차잎과 장뇌삼의 수출이 증가하고 있어 이에 대응하기 위해 영국은 청나라와 1867년에 훙마오성 영구 조차 협정을 체결하고, 이듬해에는 훙마오성 성내에 영사관을 설치하고, 영국 사람 약 10명이 거주하게 되었다.
1895년에 일본의 대만 통치가 시작되면서, 1912년에 영국 정부는 일본 정부 사이에 다시 조차 협정을 체결했다. 그러나 1941년, 태평양 전쟁이 발발하자 일본군은 훙마오성을 완전 접수한다. 전후 다시 영국에 반환되었지만, 1972년 영국과 단교가 되자 영국 영사관이 철수했다. 훙마오성은 호주 대사관에 의해 관리가 대행되었지만, 호주마저 단교가 되자 미국이 관리하게 되었다. 이후 미국 주재 대사에 의한 관리가 1980년까지 계속되었다. 이후 외교부의 협상 결과 1980년 6월 30일 대만 정부에 반환되어 1984년부터 일반인에게 개방되어 현재에 이르고 있다.

## 같이 보기
- 츠칸러우
- 질란디아 요새 (타이완)
- 대만의 역사